# Nigel Brothers
Nigel Peter Brothers (* 1950 in Tasmanien, Australien) ist ein australischer Naturwissenschaftler, Sachbuch-Autor, Fotograf und Umweltschützer. Er befasst sich vor allem mit der Tier- und Pflanzenwelt sowie der Topografie Tasmaniens.

## Hintergrund

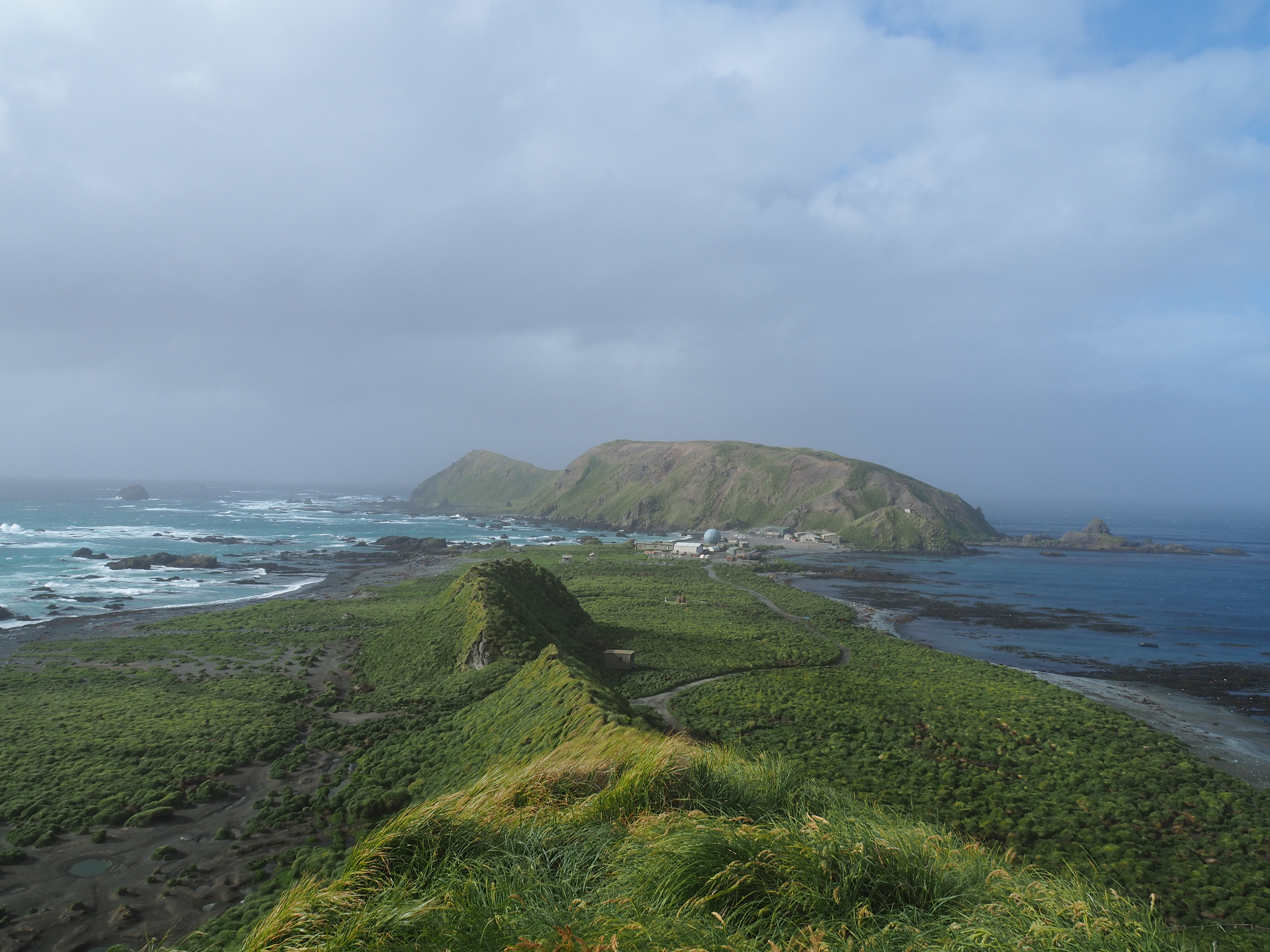
Die Macquarieinsel, Blick auf die Nordspitze mit der Forschungsstation, wo sich Brothers mehrjährig für den Tasmania Parks and Wildlife Service aufhielt

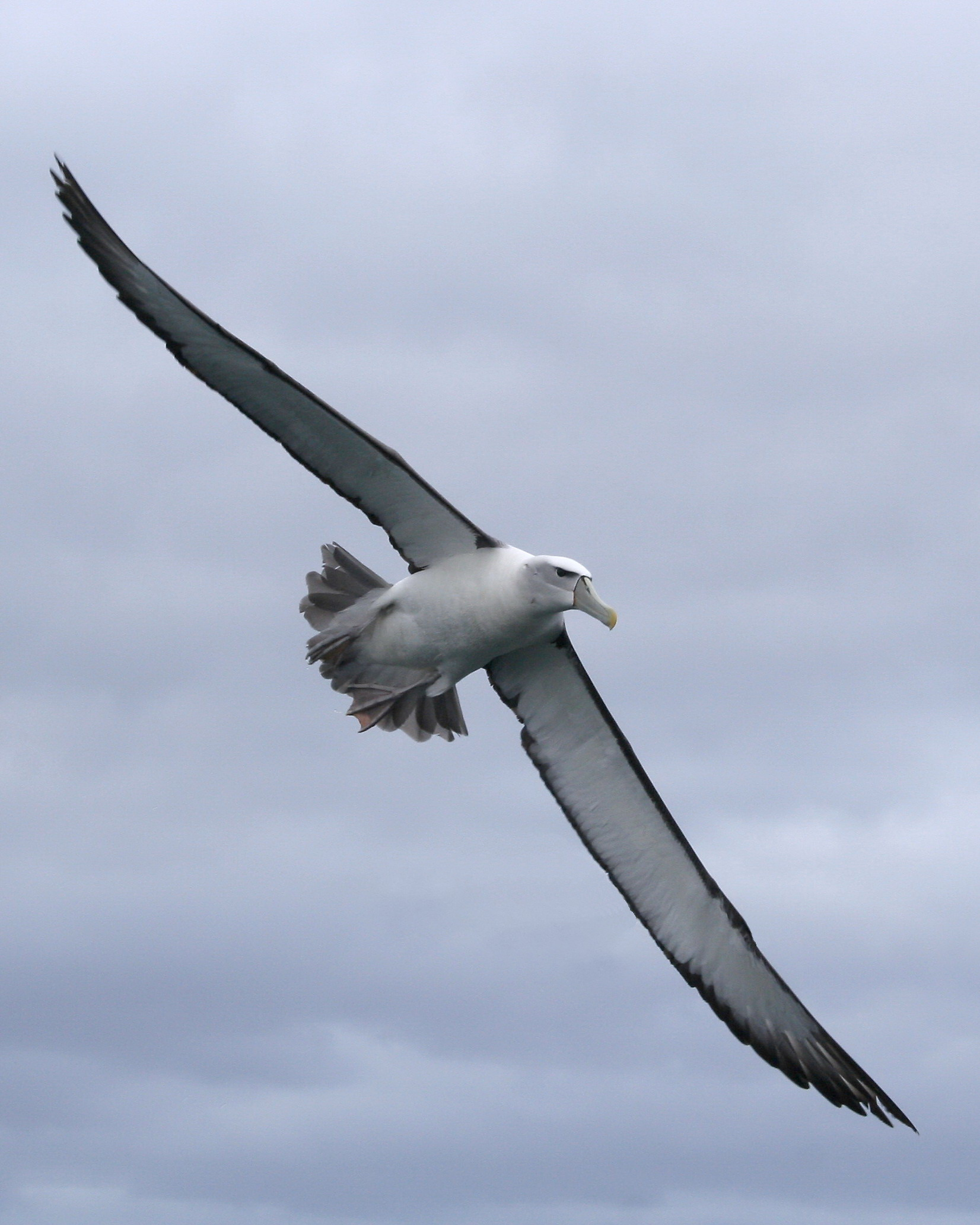
Langjähriges Forschungsobjekt Brothers’ auf mehreren tasmanischen Inseln: ein Weißkappenalbatros

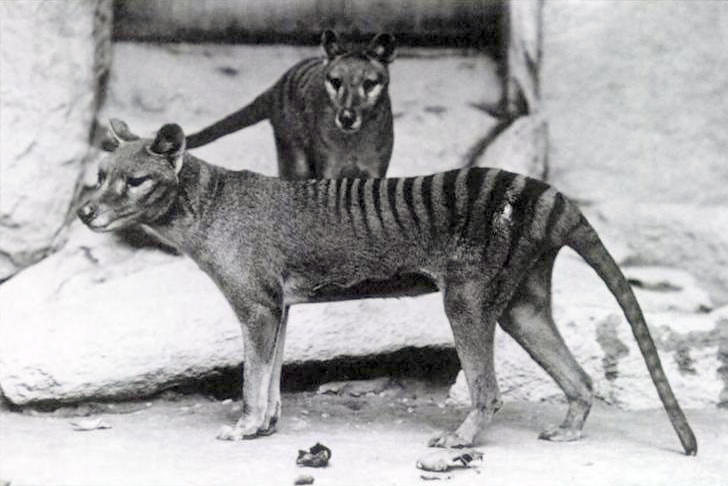
Auch von Brothers vergeblich gesucht: Beutelwölfe

Im australischen Bundesstaat Tasmanien wurden mit dem National Parks and Wildlife Act 1970 gesetzliche Regelungen zum Schutz der Fauna und Flora sowie zur Einrichtung und Verwaltung von Nationalparks erlassen. Am 1. November 1971 wurde daraufhin der Tasmania Parks and Wildlife Service mit zunächst 59 Bediensteten eingerichtet; die Regierungsbehörde besteht in vergrößerter Form fort und ist aktuell (Stand: 2019) Teil des tasmanischen Departments of Primary Industries, Parks, Water and Environment (DPIPWE), übersetzt in etwa des „Ministeriums für den Primärsektor, die Nationalparks, das Wasser und die Umwelt“.

## Leben
Im Jahr 1973 trat Brothers kurz nach dessen Einrichtung in den Dienst des Tasmania Parks and Wildlife Service ein. Durchgängig über 28 Jahre hinweg war er im Bereich des Natur- und Landschaftsschutzes tätig, zuletzt als Meeresbiologe im Dezernat für Naturschutz. Für die Behörde bereiste er in leitender Position viele der etwa 334, zumeist unbesiedelten, vielfach kaum dokumentierten Inseln um Tasmanien, kartierte sie und erfasste deren Fauna und Flora. Als er im Mai 2001 aus dem Dienst des Ministeriums ausschied, war er einer der dienstältesten Wildlife Officers Tasmaniens.
Ab 1975 organisierte Brothers im Auftrag der Behörde eigene, teils mehrmonatige Forschungsreisen. Von November 1975 bis März 1977 hielt er sich auf der zu Tasmanien gehörenden subantarktischen Macquarieinsel auf, ferner nochmals ab November 1978 für ein weiteres Jahr. Seine Erkenntnisse zur dortigen Fauna und Flora flossen maßgeblich mit in die Entscheidung des Bundesstaates Tasmanien ein, die Macquarieinsel ab 1978 als Nature Reserve, als staatliches Naturreservat, unter Schutz zu stellen. Vereinzelt führten die Forschungs- und Erkundungsreisen Brothers auch in Regionen außerhalb Tasmaniens. So war er 1978 zunächst wegen der Fischerei an der australischen Westküste, anschließend an der Ostküste im Bundesstaat Queensland einschließlich Fraser Island, heute K’gari; 1988 untersuchte er die Langleinenfischerei japanischer Hochseefischer in Fischereizonen um Australien und im subantarktischen Bereich sowie 1995 die Isla Guafo, eine Insel im Chiloé-Archipel im Süden Chiles.
Im Laufe der Jahre, besonders in den 1980er-Jahren, besuchte Brothers rund 280 der Tasmanien vorgelagerten Inseln, teils nur für Stunden, teils mit mehrmonatigen Aufenthalten. Im Rahmen seiner Besichtigungen vermaß, kartierte und fotografierte er die häufig unbesiedelten Inseln und erfasste die dortige Tier- und Pflanzenwelt. In den 1990er-Jahren konzentrierte er sich vor allem auf drei unbesiedelte Inseln, die als Brut- und Aufzuchtgebiete für bestimmte Vogelarten bis heute von besonderer Bedeutung sind:
- Albatross Island im Nordwesten Tasmaniens: Eine 18 Hektar große Insel der Hunter-Island-Gruppe, ein Naturreservat, das inzwischen mit einer Nachbarinsel zur Albatross Island and Black Pyramide Rock Important Bird Area gehört; die Insel ist bekannt für ihre Brutkolonie von rund 5000 Paaren des Weißkappenalbatros, rund 40 % der weltweiten Population dieser Art. Zwischen 1980 und 1999 besuchte Brothers die Insel jährlich, teils für mehrere Monate, teils mehrfach im Jahr, auch als Ausgangspunkt für weitere Erkundungsfahrten in der Bass-Straße;[3]
- Pedra Branca im Süden Tasmaniens: Eine 2,5 Hektar große Felseninsel, rund 26 Kilometer südlich der tasmanischen Küste und inzwischen Teil des Southwest-Nationalparks sowie der Tasmanian Wilderness World Heritage Site. Nach zwei Besuchen 1978 und 1984 untersuchte Brothers die Insel zwischen 1986 und 1998 nahezu jährlich, teils für mehrere Monate, teils mehrfach im Jahr;[3]
- Mewstone im Süden Tasmaniens nahe Pedra Branca: Eine rund 13 Hektar große Insel, rund 22 Kilometer südlich der tasmanischen Küste und ebenfalls Teil des Southwest-Nationalparks sowie der Tasmanian Wilderness World Heritage Site. Nach ersten Besuchen zum Jahreswechsel 1977/78, 1981 und 1984 untersuchte Brothers die Insel mehrfach zwischen 1988 und 1998, teils für mehrere Monate.[3]

Spätestens seit seinem ersten Besuch auf der Insel Mewstone Ende 1977 setzt sich Brothers besonders intensiv für den Schutz des Weißkappenalbatros ein. Andere Forschungsgebiete umfassen Robben und Skinke (Glattechsen). Ferner war er Ende 1999 an einem staatlichen Projekt beteiligt, mit dem – auch mittels DNS-Untersuchungen – der Beutelwolf in entlegenen Teilen Tasmaniens gesucht wurde; vielfach wird das Tier seit 1936 für ausgestorben gehalten, es gab jedoch wiederholt Berichte über angebliche jüngere Sichtungen.
Mit zahlreichen wissenschaftlichen Einrichtungen, Behörden, Fachverbänden und auch Wirtschaftsunternehmen tauschte Brothers seine Erkenntnisse und Erfahrungen national wie international aus. Kontakte bestanden insbesondere:
- ins Vereinigte Königreich, speziell zur Universität Bristol, zum British Antarctic Survey in Cambridge, zum Commissioner für Südgeorgien und zur Consolidated Fisheries Ltd. auf den Falklandinseln;
- nach Frankreich zum Centre national de la recherche scientifique;
- nach Nordamerika, namentlich zur Queen’s University in Kingston, Ontario, Kanada und zur North American Longline Association;
- nach Südafrika zum Koordinator des BirdLife International Seabird Conservation Programmes;
- nach Japan, speziell zur Tokoyo-Universität für Landwirtschaft und Technologie und zur Universität Hokkaidō, zum Institut für Vogelkunde in Yamashina und zur Wild Bird Society von Saitama, zur Ecosystem Conservation Society und zur Federation of Japan Tuna Fisheries Co-Operative Associations;
- nach Neuseeland zum Ministerium für Umweltschutz in Wellington und zur New Zealand Seafood Industry Council Ltd.;
- zum Australian Museum, der Royal Australian Orthinologist Union, den Mt. Pleasant Laboratories in Launceston, zur Australian Bird Study Association und zur Australian Fisheries Management Authority.[4]

Die zahlreichen Fotografien Brothers’ fanden Eingang in verschiedene Buch- und Zeitschriften-Veröffentlichungen und wurden von Fernsehsendern wie der Australian Broadcasting Corporation (ABC), verschiedenen Kanälen der British Broadcasting Corporation (BBC) und von National Geographic sowie von Zeitungen wie The Times in London genutzt; sie finden sich zudem in mehreren wissenschaftlichen Museen.
Im Jahr seines Ausscheidens aus dem Staatsdienst, 2001, veröffentlichte Brothers gemeinsam mit David Pemberton, dem Zoologen der Einrichtung Tasmanian Museum and Art Gallery, das umfangreiche Buch Tasmania’s Offshore Islands: Seabirds and Other Natural Features, in dem er die Erkenntnisse seiner zahlreichen Forschungsreisen zusammenfasste. Mediale Aufmerksamkeit hatte Brothers zuvor bereits als „Whistleblower“ erlangt, als er die Praxis der Australian Antarctic Division aus dem Jahr 2000 kritisierte und damit öffentlich machte, Robben auf der Macquarieinsel zu Forschungszwecken mit Brandzeichen zu markieren. Auf internationaler Ebene beteiligte sich Brothers an Verbesserungen der Langleinenfischerei, speziell zur Reduzierung des Beifangs und der Gefahren für tauchende Seevögel, sowie allgemein an konsequenten Maßnahmen zum Schutz von Seevögeln und vor allem Albatrossen.
Von 2001 bis 2010 trat Brothers verstärkt mit wissenschaftlichen Fachaufsätzen in Erscheinung, teils in Kooperation mit Wissenschaftlern auch internationaler Universitäten, teils mit solchen staatlicher Forschungsstellen.
Ferner wirkte Nigel Brothers in beratender Funktion an der australischen Fernsehserie Island Life mit, die ab 2002 ausgestrahlt wurde.

## Veröffentlichungen
Das bekannteste Buch Brothers’ ist Tasmania’s Offshore Islands: Seabirds and Other Natural Features mit 643 Seiten und zahlreichen, zumeist selbst gefertigten Fotos, erschienen in zwei Auflagen 2001 (zusammen mit David Pemberton).
Zahlreiche seiner Buchveröffentlichungen befassen sich mit der Langleinenfischerei, speziell den Gefahren für Albatrosse und andere Seevögel durch die ausgebrachten Köderfische, aber auch mit technischen Innovationen, um die Leinen direkt in größeren Wassertiefen ausbringen zu können:
- Approaches to Reducing Albatross Mortality and associated Bait Loss in the Japanese Longline Fishery von 1989;
- A mechanical Bait Throwing Device for Longline Fisheries – Performance Assessment of a Test Machine von 1993;
- Status and Conservation of Albatrosses and their Interactions with Fisheries, erschienen in zwei Auflagen 1996;
- Catching Fish, not Birds – A Guide to Improving your Longline Fishing Efficiency von 1996;
- Longline Fishing Dollars and Sense – Catching Fish, not Birds, using Bottom set or Mid Water set Longlines, englisch und spanisch;
- Status and at-sea Distribution of Shy Albatrosses and their Overlap with Longline Fishing Operations von 1998;
- Seabird Interactions with Longline Fishing in the AFZ, vier Auflagen von 1998 bis 2001;
- Construction and Evaluation of an Underwater Setting Device to prevent accidental Capture of Seabirds on Tuna Longlines von 2001 sowie
- Performance Assessment and Performance Improvement of two Underwater Line Setting Devices for Avoidance of Seabird Interactions in pelagic Longline Fisheries von 2009.[3]

Mehrere Buchveröffentlichungen Brothers’ behandeln speziell die abgelegene Macquarieinsel:
- Status and Conservation of Albatrosses on Macquarie Island, erschienen in zwei Auflagen 1995 und 1996 (zusammen mit Rosemary Gales);
- Endangered – Working together for the Future of Albatrosses on Macquarie Island von 1996 (zusammen mit Jenny Scott) und
- Status and Conservation of Albatrosses and Giant Petrels on Macquarie Island von 2001 (zusammen mit Aleks Terauds);
- ferner wurden Brothers’ Feldaufzeichnungen aus seiner eigenen Zeit auf der Macquarieinsel veröffentlicht, bereits 1976 zu seinem ersten Aufenthalt, 2000 sodann zu der Zeit ab 1978.[3]

Weitere Buchveröffentlichungen befassen sich mit geologischen und geomorphologischen Themen:
- Reconnaissance Geology and Geomorphology of the Major Islands south of Tasmania von 1993 (zusammen mit Maxwell R. Banks).[3]

Hinzu kommen zahlreiche Fachaufsätze Brothers’ in verschiedenen Fachzeitschriften, beispielsweise in Papers and Proceedings der Royal Society of Tasmania.

## Auszeichnungen
Im Jahr 1996 erhielt Nigel Brothers sowohl den „Flora and Fauna Conservation Award“ als auch den „Gold Banksia Award“ der australischen Banksia Environmental Foundation. Die Stiftung wurde 1989 gegründet und ist nach der Pflanzengattung der Banksien benannt, die nahezu ausschließlich in Australien vorkommen; die Foundation unterstützt unter anderem mit ihren Auszeichnungen Aktivitäten zum Umweltschutz und nachhaltigen Wirtschaften.
Im Juli 1995 zeichnete die tasmanische Regierung Brothers für seinen besonderen Einsatz zum Schutz der Umwelt aus, nachdem das Schiff Iron Baron auf das Hebe Reef im Norden Tasmaniens aufgelaufen war und Öl verloren hatte.